# Тубројевићи
Тубројевићи су насељено мјесто у општини Чајниче, Република Српска, БиХ. Према попису становништва из 1991. у насељу је живјело 45 становника.

## Становништво 1991.
Према попису становништва из 1991. године, мјесто је имало 45 становника.